# 박진섭 (가수)
박진섭(1952년 3월 21일 ~ )은 대한민국의 포크 팝 가수, 작사가, 작곡가, 뮤지컬 배우, 대학 교수이다.

## 생애
그는 충청남도 천안 출생이며 서울에서 성장하였다. 그의 배우자는 포크 팝 가수와 대학 교수로 활약을 하고 있는 신형원이며 그녀와의 사이에 딸 하나를 두었다. 그는 1971년 뮤지컬 배우 첫 데뷔하였고 1976년 모던 포크 팝 보컬 음악 그룹 아도니스(Adonis)의 보컬리스트 겸 기타리스트로 데뷔하였으며 그 후 1979년 솔로 가수 데뷔하였다.

## 가족 관계
- 아내 신형원과 슬하 1녀

## 출연작

### 뮤지컬
- 1971년 《포기와 베스》 ... 넬슨 역(남자 단역)
- 1972년 《사운드 오브 뮤직》 ... 맥스 데트윌러 역(조연)

## 디스코그래피

### 음악 그룹 정규 음반
- 1976년 《아도니스 1집》

### 정규 솔로 음반
- 1979년 《박진섭 1집》

## 이외 경력
- 명지전문대학 사회체육학과 전임강사
- 경희대학교 체육교육학과 전임교수
- 경희대학교 국제캠퍼스 학생지원처 처장

## 학력
- 서울 배재고등학교 졸업(1971년)
- 서울연극학교 전문학사(1973년)
- 홍익대학교 예술학과 학사(1979년)
- 미국 메릴랜드 주립대학교 대학원 사회체육학과 체육학 석사(1984년)